# Hans von Hallwyl
Hans von Hallwyl né vers 1433/1434 dans le canton d'Argovie et mort le 19 mars 1504, est un officier suisse. Il est connu pour son rôle de commandant de l'avant-garde de la Basse Ligue lors de la bataille de Morat le 22 juin 1476 face au duc de Bourgogne Charles le Téméraire.
En 1475, il épouse Magdalena von Rothenstein.
Au cours de la guerre de Bourgogne, il s'illustre pendant la bataille de Grandson le 2 mars 1476, en étant actif dans la résistance des Confédérés et leurs alliés contre les plans d'expansion de Charles le Téméraire, duc de Bourgogne. Il est élevé au rang de chevalier à la suite de cette bataille.
Il a son buste exposé au Walhalla depuis 1847.

## Sources
- Thomas Frei, « Hallwyl, Hans von » dans le Dictionnaire historique de la Suisse en ligne, version du 9 août 2006.

- (de) Cet article est partiellement ou en totalité issu de l’article de Wikipédia en allemand intitulé « Hans von Hallwyl (Offizier) » (voir la liste des auteurs).
- (de) Carl Brunner, « Hallwil, Hans von », dans Allgemeine Deutsche Biographie (ADB), vol. 10, Leipzig, Duncker & Humblot, 1879, p. 447-449